# Cryptopimpla breviungula
Cryptopimpla breviungula là một loài tò vò trong họ Ichneumonidae.